# 欧韵公园站
欧韵公园站是石家庄地铁2号线的地铁车站，位于中华人民共和国河北省石家庄市桥西区与裕华区交界汇通路与建胜路交叉口，于2020年8月26日开通。

## 车站结构
欧韵公园站位于汇通路与建胜路交叉口，沿汇通路设置，大致呈南北走向，为地下两层岛式站台车站，车站长227.5米，车站地下一层为站厅层，地下二层为站台层，站台设置全高站台门。
| 地面              | 出入口 | A、B出入口                                                                                              |
| 地下一层          | 站厅   | 客服中心、自动售票机、验票机                                                                            |
| 地下二层          | 站台   | \| \| \| █ 2号线往柳辛庄（槐中路） \| \| 島式 · 開左邊车门 \| \| \| \| \| \| █ 2号线往嘉华路（元村） \| |
|                   |        | █ 2号线往柳辛庄（槐中路）                                                                               |
| 島式 · 開左邊车门 |        | |
|                   |        | █ 2号线往嘉华路（元村）                                                                                 |

## 车站出口
欧韵公园站共有2个出入口，各出口及周围设施如下所示：
| 出口编号                             | 照片 | 地点           | 可到达目的地                             |
| ------------------------------------ | ---- | -------------- | ---------------------------------------- |
| 出口 · A · 扶手电梯标志              |      | 汇通路（东侧） | 欧韵公园，国富华庭，石家庄有线广播电视台 |
| 出口 · B · 升降机标志 · 扶手电梯标志 |      | 汇通路（东侧） | 欧韵公园，建胜路小学                     |
| 註： 設有 \| 設有扶手電梯            |      |                |                                          |

## 接驳交通

### 公交车
- 有线电视台：36路，49路，50路
- 平安小区南：49路
- 东岗头(欧韵公园)：2路，36路，50路，64路，66路

## 历史
本站工程名为东岗头站，正式站名为欧韵公园站，以车站东侧的欧韵公园命名。
- 2016年9月21日，车站主体工程开工[2]。
- 2017年9月8日，车站主体结构封顶，为2号线一期工程首个主体封顶车站[4]。
- 2020年8月26日，本站随2号线通车开通[1]。
- 2021年1月9日，受新冠疫情影响，车站暂停运营[5]。2月19日，车站恢复运营[6]。
- 2022年8月28日，受新冠疫情影响，车站暂停运营[7]。9月6日，车站恢复运营[8]。